# Surendra agdistis
Surendra agdistis är en fjärilsart som beskrevs av Hans Fruhstorfer 1907. Surendra agdistis ingår i släktet Surendra och familjen juvelvingar. Inga underarter finns listade i Catalogue of Life.